# Gilbert Naccache (écrivain)
Pour les articles homonymes, voir Gilbert Naccache.
Gilbert Naccache, né Joseph Gilbert Naccache le 15 janvier 1939 à Tunis et mort le 26 décembre 2020 à Paris, est un écrivain et militant de gauche tunisien.

## Biographie

### Études et carrière professionnelle
Joseph Gilbert Naccache naît le 15 janvier 1939 à Tunis au sein de la communauté juive. Il étudie au lycée Carnot de Tunis de 1944 à 1956 puis, une fois son baccalauréat obtenu, part pour Paris, où il intègre l'Institut national agronomique et y obtient, sous la direction de René Dumont, un diplôme d'ingénieur agronome en 1962.
Rentré en Tunisie, il travaille comme ingénieur principal pour le ministère de l'Agriculture, successivement au service de la production agricole, végétale et animale (1962-1963), au service de l'hydraulique et de l'équipement rural (1963-1964), au projet de planification rurale intégrée de la Tunisie centrale (1964-1967) et au bureau de contrôle des unités coopératives de production du Nord (1967). À sa demande, il est muté au Centre d'études et de recherches économiques et sociales tout en dépendant encore du ministère qui cesse de le payer.

### Activités militantes et répression
Il rejoint le Parti communiste tunisien à l'âge de quinze ans mais en est expulsé en 1959 pour ses tendances trotskistes. Au milieu des années 1960, il rejoint le mouvement d'extrême gauche clandestin Perspectives tunisiennes et devient l'un de ses principaux dirigeants avec Noureddine Ben Khedher.
Opposant au régime du président Habib Bourguiba, dont il déplore l'autoritarisme et l'alignement sur les États-Unis dans un contexte de guerre du Viêt Nam, Gilbert Naccache est arrêté le 22 mars 1968, torturé puis jugé par la Cour de sûreté de l'État et condamné le 22 septembre à seize ans de prison. Après plusieurs grèves de la faim, ses conditions de détentions s'améliorent. Libéré le 20 mars 1970 au bénéfice d'une grâce présidentielle, il est assigné à résidence durant deux ans, à Gafsa puis Bou Salem, mais laissé sans ressource.
Détenu à nouveau en février 1972, il est condamné à un an de prison en mars de la même année, peine prolongée à la suite de l'interception par des gardiens de messages échangés avec l'extérieur de la prison et malgré l'absence de preuve. Le 14 avril 1973, le président Bourguiba annonce le retrait de la grâce de 1970, ce qui signifie que Naccache doit purger encore quatorze ans de prison. Il bénéficie toutefois d'une libération conditionnelle le 3 août 1979 et ne retrouve la totalité de ses droits qu'après la révolution de 2011.
Le 17 novembre 2016, il témoigne de son expérience devant l'Instance vérité et dignité,.

### Parcours littéraire
Durant sa peine de prison, il rédige son autobiographie sur des emballages de cigarettes de la marque Cristal ; l'ouvrage baptisé Cristal est publié en 1982 par sa maison d'édition, Salammbô,. Il y défend notamment son engagement au sein du Parti communiste tunisien.
Naccache s'installe en France en 2003 avec sa femme Azza (en) et leur fils Slim. En 2005, il publie un recueil d'écrits sur divers sujets intitulé Le ciel est par-dessus le toit.
- Cristal, Tunis, Éditions Salammbô, 1982, 329 p.
  - Cristal, Tunis, Chama, 2000
  - Cristal, Tunis, Mots Passants, 2011, 353 p. (ISBN 978-9973-02-489-3, lire en ligne)
- Le ciel est par-dessus le toit : nouvelles, contes et poèmes de prison et d'ailleurs, Paris, Éditions du Cerf, 2005, 206 p. (ISBN 978-2-204-07831-3)[7].
  - Le ciel est par-dessus le toit : nouvelles, contes et poèmes de la liberté, Tunis, Chama, 2014, 278 p. (ISBN 978-9973-753-12-0).
- Qu'as-tu fait de ta jeunesse ? Itinéraire d'un opposant au régime de Bourguiba (1954-1979) : suivi de Récits de prison, Paris, Éditions du Cerf, 2009, 284 p. (ISBN 978-2-204-08867-1).
- Vers la démocratie ?, Tunis, Mots Passants, 2011 (ISBN 978-9973-02-490-9).
- Le Manchot et autres nouvelles, Tunis, Chama, 2013, 141 p. (ISBN 978-9973-753-11-3).
- Comprendre m'a toujours paru essentiel : entretiens avec Mohamed Chagraoui, Tunis, Chama, 2015, 253 p. (ISBN 978-9973-753-13-7).
- Il pleut des avions, Tunis, Chama, 2016, 318 p.
- Patchwork : textes politiques et théoriques écrits entre 1978 et 2018, Tunis, Chama, 2019, 328 p. (ISBN 978-9938-923-12-4).

Il meurt le 26 décembre 2020 à Paris ; le président tunisien Kaïs Saïed instruit l'ambassadeur de Tunisie en France de faciliter le rapatriement de sa dépouille pour y être inhumé en Tunisie selon son souhait. Il est inhumé le 30 décembre au carré des libres penseurs du cimetière du Borgel à Tunis, en présence de plusieurs personnalités dont le président Saïed, le chef du gouvernement Hichem Mechichi et le secrétaire général de l'UGTT Noureddine Taboubi.